# The Future Sound of London
The Future Sound of London (FSOL) ist eine 1991 in Manchester gegründete britische Musikgruppe der Electronica-Szene. Sie besteht aus den Künstlern Garry „Gaz“ Cobain und Brian Dougans, die zu den Pionieren des Techno und Ambient gezählt werden. Bekannt wurden sie unter anderem mit dem Track Papua New Guinea sowie durch das Bigbeat-Stück We Have Explosive, welches unter anderem im Videospiel WipEout aus dem Jahr 1995 zu hören ist. Die meisten Erfolge hatten FSOL im Vereinigten Königreich.

## Geschichte
Brian Dougans und Garry Cobain lernten sich Mitte der 1980er-Jahre an einer Universität in Manchester kennen. Dougans produzierte damals schon seit einer Weile Musik und hatte 1988 unter dem Pseudonym „Humanoid“ mit der Acid-House-Single Stakker Humanoid einen Hit, der Platz 17 der britischen Single-Charts und Platz 1 der britischen Dance-Charts erreichte. In der Folge arbeiteten Dougans und Cobain unter wechselnden Projektnamen zusammen, bis sie 1991 ein erstes Album unter dem Namen Future Sound of London veröffentlichten.

## Musik
Die Arbeiten von Dougans and Cobain zeichnen sich durch ihre musikalische Vielfältigkeit aus. Ende der Achtziger, Anfang der Neunziger entstand eine Reihe früher Techno und Ambient Techno Produktionen. Im Laufe der 90er Jahre wurde ihre Musik stärker durch reinen Ambient, Ambient Dub, Drum and Bass, Big Beat und Trip-Hop geprägt. Gleichzeitig bekamen die Arbeiten von Dougans und Cobains einen immer komplexeren und teils sehr experimentellen Charakter. In ihm verband sich ein geschicktes Spiel zwischen Harmonien und Dissonanzen mit teilweise recht düsteren Klangkollagen, welche auf dem Album Dead Cities ihren Höhepunkt finden.
Ende der 1990er wurde es dann recht still um FSOL und die beiden Künstler widmeten sich nach einer Schaffenspause verstärkt dem in der Vergangenheit sehr eng an FSOL angelehnten Projekt Amorphous Androgynous. Allerdings haben sie sich dabei musikalisch neu erfunden und einen sehr experimentellen Mix aus Elektronischer Musik und Psychedelic Rock & Pop geschaffen.
Erst 2006 haben sich Dougans und Cobain auch wieder FSOL zugewendet. Ein Best-Of-Album wurde veröffentlicht, auf BBC 6 Music ein Liveset mit bis dato zum Teil unbekanntem Material gespielt, und ein 5.1-Soundtrack für eine Klanginstallation auf der Ausstellung Life Forms im Kinetica Museum produziert.

## Weitere Tätigkeiten

### Musikprojekte
Weitere Projekte der beiden Künstler sind bzw. waren: Aircut, Amorphous Androgynous, Art Science Technology, Candese, Deep Field, Homeboy, Humanoid, Indo Tribe, Intelligent Communication, Mental Cube, Metropolis, Semtex, Semi Real, Smart Systems, The Far-out Son Of Lung, Yage, Yunie, Zeebox.

### Labels
FSOL haben zwei Labels gegründet, die im Wesentlichen als Plattform für ihre eigene Musik dienen.
1993 gründeten sie Electronic Brain Violence (EBv) und 2002 das Label Future Sound of London Recordings, welches ein Sub-Label von FullFill ist. Produziert wurde zu EBv-Zeiten hauptsächlich im Earth Beat Studio (London). Ihr neuer Hauptproduktionsraum trägt den Namen Galaxial Pharmaceutical.

### Sonstiges
Neben ihrer Musik umfasst die künstlerische Tätigkeit von Dougans and Cobain auch Bereiche wie Film, Videokunst, 2D & 3D Computergrafiken und Animation, das Internet, und Radiosendungen. So wurden alle Musikvideos von FSOL selbst erstellt, welche an die Musik angelehnte, kunstvolle Collagen aus Videomaterial und Computeranimationen darstellen.
2007 wurde ein eigener Online-Shop zum Vertrieb von altem, unveröffentlichtem und neuem Material der beiden Künstler ins Leben gerufen.

## Diskografie

### Alben
| Jahr                       | Titel       | Höchstplatzierung, Gesamtwochen, AuszeichnungChartsChartplatzierungen (Jahr, Titel, Platzierungen, Wochen, Auszeichnungen, Anmerkungen) | Anmerkungen |
| Jahr                       | Titel       | UK | Anmerkungen |
| -------------------------- | ----------- | --- | ----------- |
| als Future Sound of London |             | |             |
|                            |             | |             |
| 1991                       | Accelerator | UK75 (1 Wo.)UK |             |
| 1994                       | Lifeforms   | UK6 Silber · (8 Wo.)UK |             |
| 1994                       | ISDN        | UK44 (3 Wo.)UK |             |
| 1996                       | Dead Cities | UK26 (3 Wo.)UK |             |
| als Amorphous Androgynous  |             | |             |
|                            |             | |             |
| 2002                       | The Isness  | UK68 (1 Wo.)UK |             |

Weitere Alben
Future Sound of London
- 1997: ISDN Show
- 2001: Accelerator 2001 (Re-release, enthält als Bonus-CD „Papua New Guinea – Mix Anthology“)
- 2006: Teachings from the Electronic Brain (Best-Of Album)
- 2007: A Gigantic Globular Burst of Antistatic (Kinetica-Museum Soundtrack)
- 2007: From the Archives Vol. 1
- 2007: From the Archives Vol. 2
- 2007: From the Archives Vol. 3
- 2007: Environments
- 2008: The Pulse EPs
- 2008: From the Archives Vol. 4
- 2008: By Any Other Name
- 2008: Environments II
- 2008: From the Archives Vol. 5
- 2010: Environments III
- 2010: From the Archives Vol. 6
- 2012: Environments 4
- 2012: From the Archives Vol. 7
- 2014: Environment five
- 2015: Life in Moments
- 2015: Archived 8
- 2016: Environment Six
- 2018: From the Archives Vol. 9
- 2019: Yage 2019
- 2020: A Controlled Vista

Amorphous Androgynous
- 1993: Tales of Ephidrina
- 2005: Alice in Ultraland
- 2008: The Peppermint Tree & Seeds of Superconsciousness
- 2008: A Monstrous Psychedelic Bubble Exploding in Your Mind: Volume 1
- 2009: A Monstrous Psychedelic Bubble Exploding in Your Mind: Volume 2
- 2010: A Monstrous Psychedelic Bubble Exploding in Your Mind: Volume 3
- 2013: The Cartel Vol. 1
- 2013: The Cartel Vol. 2
- 2015: A Monstrous Psychedelic Bubble Exploding in Your Mind: The Wizards of Oz
- 2020: We Persuade Ourselves We Are Immortal (mit Peter Hammill)
- 2020: A Monstrous Psychedelic Bubble Exploding in Your Mind: We Persuade Ourselves We Are Immortal

### Remixalben
Future Sound of London
- 2001: Papua New Guinea Translations

Amorphous Androgynous
- 2003: The Otherness

### EPs
| Jahr                       | Titel             | Höchstplatzierung, Gesamtwochen, AuszeichnungChartsChartplatzierungen (Jahr, Titel, Platzierungen, Wochen, Auszeichnungen, Anmerkungen) | Anmerkungen |
| Jahr                       | Titel             | UK | Anmerkungen |
| -------------------------- | ----------------- | --- | ----------- |
| als Future Sound of London |                   | |             |
|                            |                   | |             |
| 1993                       | Cascade           | UK27 (3 Wo.)UK |             |
| 1994                       | Lifeforms         | UK14 (3 Wo.)UK |             |
| 1996                       | My Kingdom        | UK13 (3 Wo.)UK |             |
| 1997                       | We Have Explosive | UK12 (3 Wo.)UK |             |

Weitere EPs
- 2007: Archived

### Singles
| Jahr                       | Titel Album                                            | Höchstplatzierung, Gesamtwochen, AuszeichnungChartsChartplatzierungen (Jahr, Titel, Album, Platzierungen, Wochen, Auszeichnungen, Anmerkungen) | Anmerkungen |
| Jahr                       | Titel Album                                            | UK | Anmerkungen |
| -------------------------- | ------------------------------------------------------ | --- | ----------- |
| als Humanoid               |                                                        | |             |
|                            |                                                        | |             |
| 1988                       | Stakker Humanoid –                                     | UK17 (8 Wo.)UK |             |
| 1989                       | Slam –                                                 | UK54 (3 Wo.)UK |             |
| 1992                       | Stakker Humanoid ’92 –                                 | UK40 (3 Wo.)UK |             |
| 2001                       | Stakker Humanoid 2001 –                                | UK65 (2 Wo.)UK |             |
| als Future Sound of London |                                                        | |             |
|                            |                                                        | |             |
| 1992                       | Papua New Guinea Accelerator                           | UK22 (6 Wo.)UK |             |
| 1994                       | Expander Accelerator                                   | UK72 (2 Wo.)UK |             |
| 1995                       | Far Out Son Of Lung And The Ramblings Of A Madman ISDN | UK22 (3 Wo.)UK |             |
| 2001                       | Papua New Guinea 2001 –                                | UK28 (3 Wo.)UK |             |

Weitere Singles
Future Sound of London
- 1991: Pulse EP 1
- 1991: Pulse EP 2
- 1991: Pulse EP 3
- 1992: Pulse EP 4

Amorphous Androgynous
- 1993: Liquid Insects
- 2002: Mello Hippo Disco Show
- 2004: Divinity
- 2005: The Witchfinder

### Remixe
- 2009: Oasis Feat. Alisha Sufit – Falling Down (A Monstrous Psychedelic Bubble Mix) (als The Amorphous Androgynous)
- 2010: Paul Weller – Aim High / Pieces Of A Dream – The Amorphous Androgynous Remix (als The Amorphous Androgynous)